# 横浜市立能見台南小学校
横浜市立能見台南小学校（よこはましりつ のうけんだいみなみしょうがっこう）は、神奈川県横浜市金沢区能見台にある市立小学校。

## 概要
1995年に開校準備委員会が発足。能見台小学校並びに釜利谷東小学校を母体校として、1997年に開校した。

## 沿革
出典
- 1997年（平成9年）
  - 4月1日 - 開校。開校時点の児童数は378名。同日、開校式典と祝賀式典を挙行。
  - 4月5日 - 第1回入学式挙行。最初の新入生は64名。
  - 12月5日 - 校章制定。
- 1998年（平成10年）
  - 2月19日 - 校歌制定。
  - 3月20日 - 第1回卒業証書授与式挙行。最初の卒業生は6名。
  - 10月17日 - 第1回PTA総会開催。
- 1999年（平成11年）5月1日 - はまっ子ふれあいスクール開校。
- 2002年（平成14年）4月30日 - 横浜市PTA連絡協議会に加入。
- 2006年（平成18年）
  - 3月14日 - 児童数増加に伴う教室増設工事が完了。
  - 10月28日 - 創立十周年記念式典挙行、記念集会開催。
- 2007年（平成19年）2月5日 - 学園隊発足。
- 2012年（平成24年）12月 - 空調設備設置。
- 2013年（平成25年）
  - 7月 - 理科支援員配置。
  - 10月 - 学校司書配置。

## 通学区域と進学先中学校
出典

### 通学区域
- 能見台4丁目（全域）
- 能見台5丁目（全域）
- 能見台6丁目（全域）
- 能見台森（全域）
- 釜利谷東4丁目（9番16号〜9番19号、15番〜45番、46番1号）

### 進学先中学校
公立中学校に進学する場合
- 横浜市立富岡中学校

## 学校周辺
- 能見堂緑地 - 敷地が隣接
- ミニストップ能見台6丁目店 - 横浜市道をはさんで隣接
- 特別養護老人ホーム金沢美浜ホーム
- 阿王ヶ台公園
- 横浜横須賀道路（国道16号）
- シティ能見台
- 京浜急行バス能見台車庫

## 交通アクセス

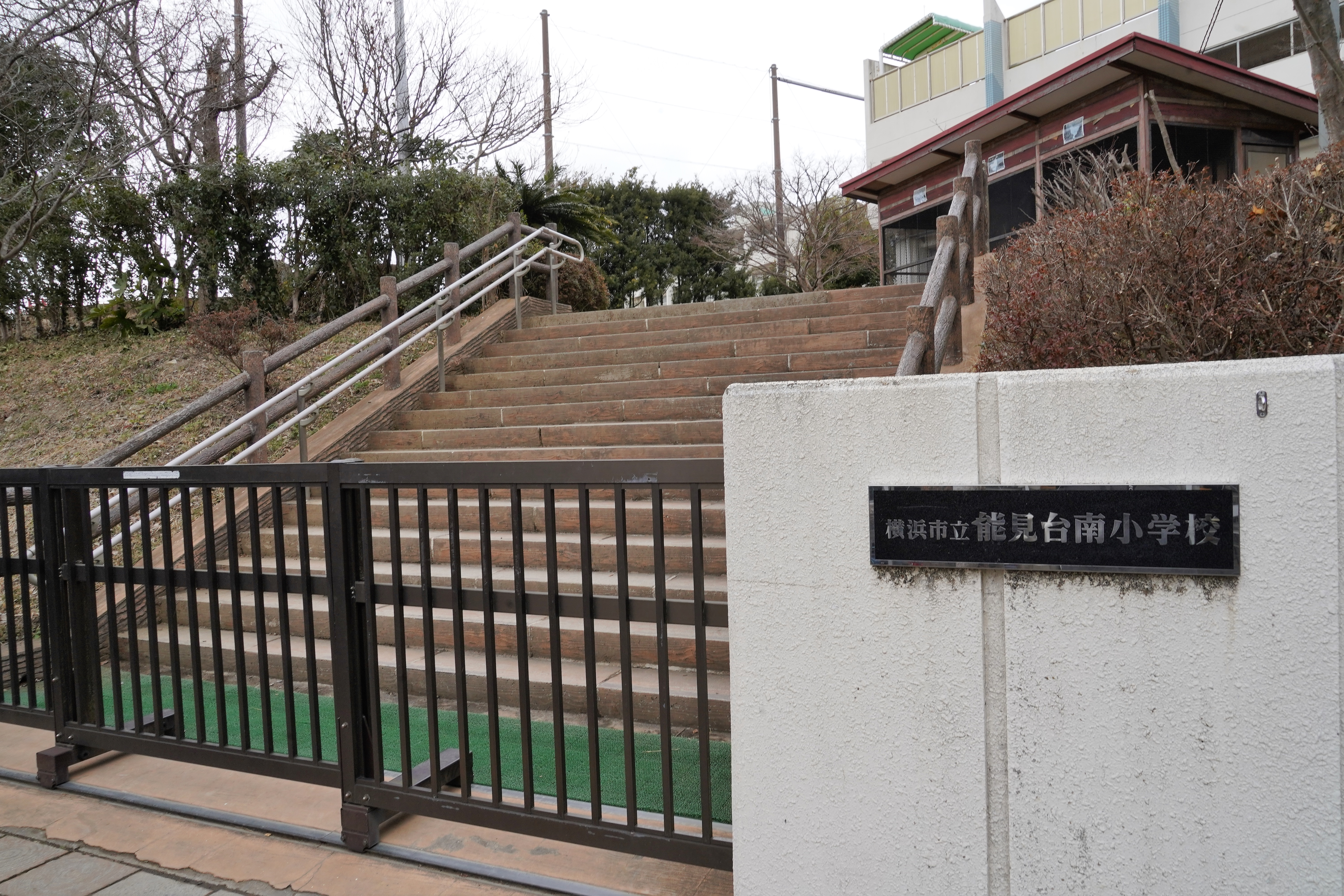
南側の門

- 京浜急行バス「文8」・「文9」・「能2」の各系統で、「能見台六丁目」バス停下車後、
  - 東側の校門（トップページにある画像の門）まで、徒歩約140m・約数分。
  - 南側の校門まで、徒歩約230m・約4分。
- 京浜急行電鉄本線金沢文庫駅から、上述の京急バス「文8」・「文9」の各系統のバスに乗車し、「能見台六丁目」バス停下車後、徒歩。
- 京浜急行電鉄本線能見台駅から、京急バス「能2」系統のバスに乗車し、「能見台六丁目」バス停下車後、徒歩。
  - なお、シティ能見台地区のバス停や能見台車庫前バス停も直線距離では近いが、能見堂緑地内を通る道路が無い為、大きく遠廻りとなる。